# Подільський заказник

«Подільський» — гідрологічний заказник місцевого значення. Заказник розташований на території Баришівського району Київської області, Подільська і Масківецька сільські ради.
Типовий водно-болотний масив в заплаві річки Альта, який є регулятором водного режиму і відіграє важливу роль в підтриманні екологічної рівноваги в районі. Місце гніздування водно-болотних птахів, місце зростання лікарських рослин.
Площа заказника — 280 га, створений у 1991 році.